# بخش‌های دپارتمان الیه
بخش‌های دپارتمان الیه (انگلیسی: Arrondissements of the Allier department) شامل ۳ بخش به شرح زیر است:
1. بخش مونلوسن با ۸۹ کمون (فرانسه) و جمعیت ۱۱۵ هزار نفر در سال ۲۰۱۳ می‌باشد.
2. بخش مولن با ۱۰۹ کمون (فرانسه) و جمعیت ۱۰۹ هزار نفر در سال ۲۰۱۳ می‌باشد.
3. بخش ویشی با ۱۱۹ کمون (فرانسه) و جمعیت ۱۱۹ هزار نفر در سال ۲۰۱۳ می‌باشد.